# John Fox Burgoyne

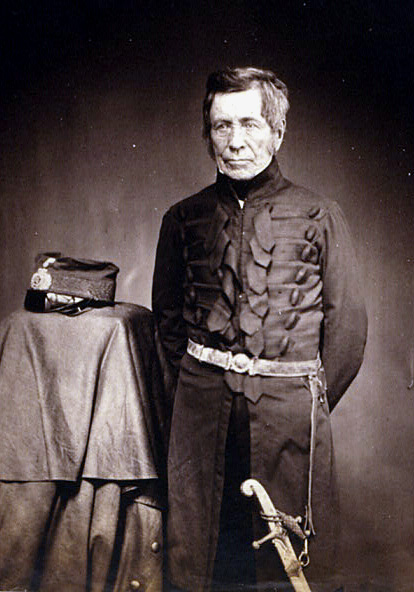
Lieutenant General Sir John Fox Burgoyne, GCB, foto de Roger Fenton, 1855.

O baronete Sir John Fox Burgoyne GCB (24 de julho de 1782 (243 anos) – 7 de outubro de 1871) foi um marechal de campo britânico.
Filho ilegítimo do general John Burgoyne e da cantora de ópera Susan Caulfield. Em 1798 foi promovido a segundo tenente do Real Corpo de Engenharia. Combateu os exércitos de Napoleão Bonaparte nos Pirenéus sob ordens do Duque de Wellington. Wellington envia-o a Burgos e depois a San Sebastian para participar no cerco de Rosetta. Aquando da Guerra de 1812, bateu-se sob as ordens de Pakenham e enquanto tenente coronel participa na Batalha de Nova Orleães.
Em 1826 Burgoyne acompanhou o general Clinton em Portugal. Promovido a coronel em 1831, torna-se general de divisão em 1838, e Inspetor-geral das Fortificações em 1845.
Durante a Grande Fome da Irlanda, Burgoyne desenvolve esforços para livrar o povo irlandês da fome. Em 1851 foi promovido a tenente general. Antes da Guerra da Crimeia, vai a Constantinopla para ajudar na sua fortificação e na proteção dos Dardanelos. Durante o Cerco de Sebastopol, organiza o bombardeamento da Batalha de Malakoff e participa na Batalha de Balaclava. No regresso a Inglaterra, em 1856, é feito baronete. Burgoyne é membro da Royal Society em 5 de junho de 1856. Em 1865 comanda a Torre de Londres e reforma-se em 1868, como marechal de campo. 
John Fox Burgoyne morreu em 7 de outubro de 1871 em Londres. Hugh Talbot Burgoyne é seu filho.